# Кзилту (Алгинський район)
Кзилту́ (каз. Қызылту) — село у складі Алгинського району Актюбінської області Казахстану. Входить до складу Бескоспинського сільського округу.
В Радянські часи село називалось Кизилту.
Населення — 63 особи (2021; 110 у 2009, 133 у 1999).